# Jorrel Hato
Jorrel Hato (Rotterdam, 7 marzo 2006) è un calciatore olandese, difensore del Chelsea.

## Carriera

### Club
Nato a Rotterdam, ha iniziato a giocare nel settore giovanile dello Sparta Rotterdam, prima di approdare nel 2018 a quello dell'Ajax. Nonostante l'interesse di alcuni club europei, nel marzo 2022 ha firmato il suo primo contratto professionistico con i Lancieri, di durata triennale. L'11 gennaio 2023 ha esordito in prima squadra, in occasione dell'incontro di KNVB beker vinto per 2-0 contro il Den Bosch. Il 5 febbraio successivo ha esordito anche in Eredivisie, disputando l'incontro vinto per 5-0 contro il Cambuur, divenendo così il terzo giocatore più giovane dell'Ajax ad esordire in Eredivisie all'età di 16 anni e 335 giorni, dopo Ryan Gravenberch e Clarence Seedorf.

### Nazionale
Ha giocato nelle nazionali giovanili olandesi Under-16 ed Under-17.
Il 10 novembre 2023 riceve la prima convocazione nella nazionale maggiore, con cui esordisce 11 giorni dopo nel successo per 0-6 in casa di Gibilterra.

## Statistiche

### Presenze e reti nei club
Statistiche aggiornate al 18 maggio 2025.
| Stagione          | Squadra         | Campionato      | Campionato | Campionato | Coppe nazionali | Coppe nazionali | Coppe nazionali | Coppe continentali | Coppe continentali | Coppe continentali | Altre coppe | Altre coppe | Altre coppe | Totale | Totale |
| Stagione          | Squadra         | Comp            | Pres       | Reti       | Comp            | Pres            | Reti            | Comp               | Pres               | Reti               | Comp        | Pres        | Reti        | Pres   | Reti   |
| ----------------- | --------------- | --------------- | ---------- | ---------- | --------------- | --------------- | --------------- | ------------------ | ------------------ | ------------------ | ----------- | ----------- | ----------- | ------ | ------ |
| nov.2022-mar.2023 | Jong Ajax       | 1D              | 13         | 1          | -               | -               | -               | -                  | -                  | -                  | -           | -           | -           | 13     | 1      |
| gen. -giu.2023    | Ajax            | ED              | 11         | 0          | CO              | 4               | 0               | UCL+UEL            | 0+0                | 0+0                | SO          | 0           | 0           | 15     | 0      |
| 2023-2024         | Ajax            | ED              | 33         | 1          | CO              | 1               | 0               | UEL+UECL           | 8+4                | 0+0                | -           | -           | -           | 46     | 1      |
| 2024-2025         | Ajax            | ED              | 31         | 2          | CO              | 2               | 0               | UEL                | 17                 | 1                  | -           | -           | -           | 50     | 3      |
| Totale Ajax       | Totale Ajax     | Totale Ajax     | 75         | 3          |                 | 7               | 0               |                    | 29                 | 1                  |             | -           | -           | 111    | 4      |
| Totale carriera   | Totale carriera | Totale carriera | 88         | 4          |                 | 7               | 0               |                    | 29                 | 1                  |             | 0           | 0           | 124    | 5      |